# 小代村
小代村（おじろそん）は、兵庫県美方郡にあった村。旧七美郡。
現在の香美町小代区に当たる。

## 沿革
- 1889年（明治22年）4月1日 - 市制町村制施行により七美郡小代村が成立。
- 1896年（明治29年）4月1日 - 七美郡が二方郡と合併して美方郡となる。
- 1955年（昭和30年）4月1日 - 射添村との合併で郡名を採って美方町となり、消滅。

## 現在の様子
現在の香美町小代区と同域。2005年（平成17年）4月1日に美方郡香美町が成立した際、旧美方町域は旧小代村と同域であったため、古くからの地名を住所表記として復活させ、地域自治区「小代区」となった。したがって、小代区の項を参照されたい。